# Robert Jarni
Robert Jarni (Csáktornya, 1968. október 26. –) jugoszláv válogatott és világbajnoki bronzérmes horvát válogatott labdarúgó. 81 válogatottságával ő tartotta a horvát válogatottsági rekordot. Jelenleg ötödik a sorban.
Pályafutását a Hajduk Split csapatában kezdte, később olasz és spanyol csapatokban is szerepelt, majd Görögországban fejezte be az aktív játékot. Sokat futó középpályás volt, aki mértani pontosságú átadásokkal és lövésekkel volt csapata hasznos tagja. 81-szeres horvát válogatottként nemzeti csúcstartó, de játszott még a jugoszláv labdarúgó-válogatottban is hétszer.
Legnagyobb sikere a válogatott 1998-as világbajnokságon bronzérme és az ugyanebben az évben a Real Madriddal szerzett Interkontinentális kupa.
Kétszer nyert jugoszláv kupát a Hajduk Splittel (1987, 1991), Olaszországban pedig bajnok és kupagyőztes lett a Juventus színeiben (1995).
Szerepelt három világbajnokságon. 1990-ben jugoszláv, 1998-ban és 2002-ben horvát színekben, valamint az 1996-os Európa-bajnokságon.
A Puskás Akadémia FC 2016. április 16-án bejelentette, hogy azonnali hatállyal megvált Robert Jarni vezetőedzőtől.

## Mérkőzései a jugoszláv válogatottban
| #  | Dátum              | Ellenfél        | Eredmény | Kiírás              | Esemény |
| -- | ------------------ | --------------- | -------- | ------------------- | ------- |
| 1. | 1990. május 26.    | Spanyolország   | 0 – 1    | barátságos mérkőzés | 68'     |
| 2. | 1990. június 14.   | Kolumbia        | 1 – 0    | Vb-csoportkör       | 46'     |
| 3. | 1990. október 31.  | Ausztria        | 4 – 1    | Eb-selejtező        | 46'     |
| 4. | 1990. november 14. | Dánia           | 2 – 0    | Eb-selejtező        | 85'     |
| 5. | 1991. március 27.  | Észak-Írország  | 4 – 1    | Eb-selejtező        |         |
| 6. | 1991. május 1.     | Dánia           | 1 – 2    | Eb-selejtező        | 84'     |
| 7. | 1991. május 16.    | Feröer-szigetek | 7 – 0    | Eb-selejtező        | 65'     |

## Góljai a horvát válogatottban
| #  | Dátum           | Ellenfél    | Eredmény | Kiírás         | Esemény |
| -- | --------------- | ----------- | -------- | -------------- | ------- |
| 1. | 1998. július 4. | Németország | 3 – 0    | Vb-negyeddöntő | 45'     |